# Zelenská lípa
Zelenská lípa je památný strom lípa malolistá (Tilia cordata) v Zelené, části obce Málkov v okrese Chomutov v Ústeckém kraji.
Strom roste v nadmořské výšce 390 m v Mostecké pánve nad levým břehem vodního přivaděče Ohře–Bílina.

## Základní údaje
Obvod kmene měří 518 cm, koruna stromu dosahuje do výšky 14 metrů (měření 2009). V roce 2009 bylo stáří stromu odhadováno na 400 let.
Lípa je chráněna od roku 2000 jako esteticky zajímavý strom s významným stářím a vzrůstem.

## Stromy v okolí
- Ahníkovská lípa
- Lípy u kapličky v Málkově
- Prunéřovská lípa